# بيكا ستيفنز
بيكا ستيفنز (بالإنجليزية: Becca Stevens)‏ هي عازفة الجاز ومغنية وعازفة قيثارة وكاتبة غنائية أمريكية، ولدت في 1 يونيو 1984 في وينستون-سالم في الولايات المتحدة.

## وصلات خارجية
- بيكا ستيفنز على موقع ميوزك برينز (الإنجليزية)
- بيكا ستيفنز على موقع أول ميوزيك (الإنجليزية)
- بيكا ستيفنز على موقع ديسكوغز (الإنجليزية)